# Хаммонд, Хармони
Хармони Хаммонд (англ. Harmony Hammond, род. 8 февраля 1944, Хоумтаун, Иллинойс, США) — американская художница, активистка, куратор и писательница. Она была видной фигурой в основании феминистского художественного движения в Нью-Йорке 1970-х годов.

## Ранние годы и образование
Хармони Хаммонд родилась 8 февраля 1944 года в Хоумтауне, штат Иллинойс, США. В 17 лет Хаммонд поступила в Миликенский университет в Декейтере, штат Иллинойс. Позже она переехала в Миннеаполис и поступила в Миннесотский университет. В 1967 году Хаммонд получила степень бакалавра искусств по живописи.

## Карьера
Хаммонд и её муж переехали в Нью-Йорк в 1969 году, всего через несколько месяцев после Стоунволлских бунтов. Когда Хаммонд узнала, что беременна дочерью, они с мужем решили расстаться. В 1973 году Хаммонд публично объявила себя лесбиянкой.
Хармони Хаммонд стала соучредителем компании A.I.R. Gallery в 1972 году; это была первая женская кооперативная художественная галерея в Нью-Йорке. Она также стала соучредителем Heresies: A Feminist Publication of Art and Politics в 1976 году, совместно редактировала выпуски № 1, 3 и 9 и опубликовала статьи в семи выпусках. Heresies были основаны коллективом Heresies, в основную группу которого входили Джойс Козлофф, Мириам Шапиро, Джоан Семмель, Люси Липпард, Мэри Бет Эдельсон, Нэнси Сперо и Хармони Хаммонд. Она была преподавателем в Нью-Йоркском институте феминистского искусства.
Хаммонд курировала Лесбийскую выставку в 1978 году в 112 Greene Street Workshop, где были представлены работы художниц-лесбиянок. Она была одним из представленных художников на «Великой американской выставке лесбийского искусства» в Женском здании в 1980 году. В 1981 году Хаммонд курировала и выставляла свои работы на выставке «Домашняя работа: домашняя среда, отражённая в творчестве женщин-художников», спонсируемой Советом искусств штата Нью-Йорк (NYSCA) и Залом женской славы, Сенека-Фолс, штат Нью-Йорк. В 1999 году она также курировала выставку в Plan B Evolving Arts в Санта-Фе под названием Out West, в которой приняли участие 41 лесбиянка, гей, бисексуал, трансгендер и художник «с двумя душами» с юго-запада.
Хаммонд написала свою первую книгу «Обёртки: очерки феминизма, искусства и боевых искусств», сборник её произведений с 1973 по 1983 год, опубликованный TSL Press в 1984 году. В 2000 году она опубликовала книгу «Лесбийское искусство в Америке: современная история». Она снялась в двух фильмах 2010 года о феминистском искусстве — «Еретики» режиссёра Джоан Брейдерман, в котором основное внимание уделяется основателям журналов «Ереси: феминистское издание искусства и политики» (Heresies: A Feminist Publication of Art and Politics) в 1976 году; и !Женская художественная революция, режиссёр Линн Хершман Лисон.
В 1984 году она переехала в Нью-Мексико, где живёт и работает по сей день. В качестве штатного профессора Хаммонд преподавала живопись, сочетала средства массовой информации и критику в аспирантуре Аризонского университета в Тусоне с 1988 по 2005 год. Хаммонд продолжает проводить семинары, пишет, курирует и читает лекции о феминистском, лесбийском и квир-искусстве.

## Работы
В своём искусстве Хаммонд утверждает, что традиционно женские качества являются достойными художественными предметами и средствами для художественного творчества. С этой целью, например, в начале 1970-х годов она создавала скульптуры из полос ткани, традиционно женского материала, в качестве основного материала. Было четыре серии тканей: Bags (1971), Presences (1972), Floorpieces (1973) и Wrapped Sculptures (1977–1984). Сами картины Хармони Хаммонд показывают, как они были созданы, и почти все они абстрактны. В 1990-х годах Хаммонд в основном создавала инсталляции в смешанной технике, которые включали ряд традиционно нехудожественных материалов (таких как человеческие волосы и гофрированная кровля) с традиционной масляной живописью, а в первом десятилетии 2000-х её внимание было сосредоточено на создании монохромных абстрактных картин.

### Presences
Это была серия работ, созданных в 1971–1972 годах. Это была первая крупная серия Хаммонд. Семь из этих произведений входят в её коллекцию Material Witness. Эти произведения искусства представляют собой лоскуты ткани, пропитанные краской, плотно сшитые между собой и подвешенные к потолку. Presences была представлена на первой персональной выставке Хармони Хаммонд в Нью-Йорке в 1973 году. Ткань бывает разной длины, некоторые полоски накладываются друг на друга или связываются вместе, чтобы быть длиннее. «Шесть тканевых скульптур, которые кажутся немного больше, чем в натуральную величину, свисают с потолка и касаются пола, приглашая зрителей присоединиться к ним. Краска, нанесённая художницей Хармони Хаммонд, придает землистые тона этим многослойным лоскутам ткани. Кое-где проглядывают пятна яркого цвета и узоры — клетка, горошек, цветочки». Намерение Хаммонд, стоящее за работами, состояло в том, чтобы запечатлеть историю женщин, занимающихся творчеством и претендующих на пространство. Большинство лоскутов ткани, использованных для создания предметов из серии Presences, были получены от членов женской группы, в которой участвовала Хаммонд.

### Floorpieces
В 1973 году Хаммонд создала серию работ под названием Floorpieces. Хаммонд создала эти коврики с помощью традиционного стиля плетения из разноцветных остатков ткани, которые она нашла в мусорных баках в швейном квартале Нью-Йорка. Затем тряпичные коврики были выборочно окрашены акриловым пигментом и расставлены на земле. Большинство Floorpieces Хаммонд были примерно 5 футов (1,5 м) в диаметре и почти 2 дюйма (5 см) в толщину. Размер и детализацию работ Хаммонд трудно получить по репродукциям и фотографиям, поэтому она настаивает на важности настоящего зрителя. Floorpieces Хаммонд бросили вызов бинарности между Искусством и Ремеслом; они также продолжили исследование художником пространства между живописью и скульптурой. Создание Floorpieces совпало с тем, что Хаммонд объявила себя лесбиянкой.

### Near Monochromes
На протяжении 1990-х и начала 2000-х годов работы Хаммонд стали включать меньше скульптурных элементов, принимая более традиционные живописные формы и уделяя больше внимания частично скрытым формам под слоями краски. Что касается эволюции её работ, Хаммонд заявила: «С годами картины стали проще, более сжатыми, с меньшим количеством материалов в любом конкретном произведении». Работы включают такие материалы, как «ремни, люверсы, полоски ткани, похожие на бинты, или грубые заплатки из мешковины с обтрёпанными краями и ярко выраженными швами».

## Признание
Хаммонд провела более 40 персональных выставок по всему миру. Её работы выставлялись в Художественном музее Тусона, Музее современного искусства в Лос-Анджелесе, Муниципальном музее Гааги, Художественной галерее Ванкувера, Музее Национальной академии дизайна и Музее Тамайо. Её работы также включены в постоянные коллекции Метрополитен-музея, Центра искусств Уокера, Бруклинского музея, Национального музея женского искусства, Чикагского института искусств, Художественного музея Нью-Мексико и Уодсворт Атенеум.
Хармони получила стипендии от Национального фонда искусств, Фонда Рокфеллера, Мемориального фонда Джона Саймона Гуггенхайма, Фонда Адольфа и Эстер Готлиб, Фонда Поллока-Краснер и других. В 2013 году Женское собрание искусства объявило, что Хаммонд станет одним из лауреатов Премии организации за достижения в области искусства в 2014 году. Документы Harmony Hammond Papers были приобретены Исследовательским институтом Гетти в Лос-Анджелесе в 2016 году.
Harmony Hammond: Material Witness, Five Decades of Art, первый всесторонний музейный обзор Хаммонд, состоялся в музее Олдрича в Риджфилде, Коннектикут. Выставка отправилась в Художественный музей Сарасоты в Сарасоте, штат Флорида, в 2020 году. Выставку сопровождала первая монография в твёрдом переплёте, написанная о творчестве Хаммонд, с эссе куратора выставки Эми Смит-Стюарт.

## Публичные коллекции
- Чикагский институт искусств, Иллинойс
- Бруклинский музей, Бруклин, Нью-Йорк[30]
- Денверский художественный музей, Денвер, Колорадо
- Музей Эверсона[англ.], Сиракузы, Нью-Йорк
- Художественная галерея Грей[англ.], Нью-Йоркский университет, Нью-Йорк, штат Нью-Йорк
- Музей Лесли — Ломан, Нью-Йорк, штат Нью-Йорк.
- Библиотека Конгресса, Вашингтон, округ Колумбия
- Художественный музей Лаймана Аллина[англ.], Нью-Лондон, Коннектикут
- Метрополитен-музей, Нью-Йорк, штат Нью-Йорк[31]
- Институт искусств Миннеаполиса[англ.], Миннеаполис, Миннесота
- Музей современного искусства, Лос-Анджелес, Калифорния
- Музей современного искусства, Нью-Йорк, штат Нью-Йорк[32]
- Национальный музей женского искусства, Вашингтон, округ Колумбия[33]
- Искусство Нью-Мексико, Государственная коллекция произведений искусства, Нью-Мексико
- Художественный музей Нью-Мексико[англ.], Санта-Фе, Нью-Мексико
- Художественный музей Орландо[англ.], Флорида
- Художественный музей Финикса, Аризона
- Смитсоновский музей американского искусства[34]
- Художественный музей Тусона[англ.], Аризона
- Художественный музей Университета Нью-Мексико[англ.], Альбукерке, Нью-Мексико
- Художественный музей Уодсворт Атенеум, Хартфорд, Коннектикут
- Центр искусств Уокера, Миннеаполис, Миннесота
- Художественный музей Уизерспун[англ.], Университет Северной Каролины, Гринсборо, Северная Каролина
- Музей Вейсмана, Миннесотский университет, Миннеаполис, Миннесота
- Музей американского искусства Уитни, Нью-Йорк, штат Нью-Йорк[35]